# Red Right Hand
«Red Right Hand» — песня рок-группы Nick Cave and the Bad Seeds, впервые выпущенная на их восьмом студийном альбоме Let Love In в 1994 году.
Британский журнал New Musical Express включил данную композицию в свой список «500 величайших песен всех времён», разместив её в нём на 489-й позиции.

## Название
Происхождение названия «Red Right Hand» открывает девятый альбом группы — Murder Ballads, в буклете к которому указывается, что фраза «Red Right Hand» позаимствована из поэмы Джона Мильтона «Потерянный рай» и является ссылкой на карающую руку Бога. В первой песне с альбома — «Song of Joy» есть строчки: In my house he wrote «his red right hand». That, I’m told, is from «Paradise Lost» (рус. В моём доме он написал «его красная правая рука». Мне сказали, это из «Потерянного рая»).
В поэме Мильтона указанная фраза присутствует во второй книге: «What if the breath that kindled those grim fires, awaked, should blow them into sevenfold rage. And plunge us in the flames, or from above should intermitted vengeance arm again his red right hand to plague us». В переводе Ольги Чюминой — «Что, если дыханіе, зажегшее тотъ пламень, его въ семь разъ сильнѣе распалитъ. И мщеніе, затихшее покуда, вооружитъ багровую десницу, дабы опять подвергнуть насъ мученьямъ?» (ст.‑слав. Багровая десница = рус. Красная правая рука). Однако, несмотря на то что в поэме «Red Right Hand» является ссылкой к Богу — по тексту самой песни она принадлежит скорее Сатане.

## Использование
«Red Right Hand» прозвучала в ряде фильмов и сериалов, таких как "Хеллбой: Герой из пекла", «История одного вампира», «Лунная шкатулка», «Тупой и ещё тупее», «Богиня: как я полюбила», «Острые козырьки» и «Секретные материалы» (5 и 6 серия 2 сезона; также вошла в сборник песен, звучавших в сериале и вдохновлённых сериалом, — Songs in the Key of X: Music from and Inspired by the X-Files).
Песня появилась в трёх фильмах Уэса Крэйвена «Крик», «Крик 2» и «Крик 3» и считается поклонниками серии её официальной музыкальной темой. В первом фильме звучит оригинальная версия, во втором — ремикс, сделанный DJ Spooky (включает несколько дополнительных строчек текста), а специально для третьего фильма Кейв записал продолжение песни, часто называемое «Red Right Hand 2». Этот музыкальный сиквел содержит новый текст и немного изменённую, но в целом ту же самую аранжировку, несколько нот которой были использованы композитором «Крика» Марко Белтрами в фоновой музыке к фильму. «Red Right Hand 2» можно найти на сборнике Nick Cave and the Bad Seeds B-Sides & Rarities.